# Uvulární souhláska
Uvulární souhláska, též uvulára či čípková souhláska, je souhláska, která je tvořena kontaktem zadní části jazyka s uvulou (čípkem) – to znamená podobně jako velární souhlásky, ale více vzadu v ústech. V češtině se nevyskytují, ale obsahují je spisovná francouzština a španělština, kazaština, japonština a některé indiánské jazyky. Mezi uvuláry patří uvulární nazála (IPA ɴ), uvulární neznělá ploziva (IPA q), uvulární znělá ploziva (IPA ɢ), neznělá uvulární frikativa (IPA χ), znělá uvulární frikativa (ʁ), vibranta (ʀ – francouzské r), ejektiva (qʼ), znělá imploziva (ʛ).